# Піоне Сісто
Піоне Сісто (дан. Pione Sisto, нар. 4 лютого 1995, Уганда) — данський футболіст, півзахисник клубу «Аріс».
Виступав, зокрема, за клуб «Мідтьюлланд», а також національну збірну Данії.

## Клубна кар'єра
Народився 4 лютого 1995 року в Уганді. Батьки родом з Південного Судану. Вихованець юнацьких команд футбольних клубів Tjørring IF та «Мідтьюлланд».
У дорослому футболі дебютував 2013 року виступами за команду клубу «Мідтьюлланд».
18 лютого 2016 року у матчі Ліги Європи Сісто забив гол у ворота «Манчестер Юнайтед», який приніс історичну перемогу його клубу.
Зацікавленість у послугах данського футболіста виявляв ряд європейських клубів з ТОП - чемпіонатів. Влітку 2016 року сісто перейшов до складу іспанської «Сельти». Де провів чотири сезони, зігравши понад сто матчів.
У 2020 році Сісто повернувся до «Мідтьюлланна».

## Виступи за збірні
З 2015 року залучається до складу молодіжної збірної Данії. На молодіжному рівні зіграв у 3 офіційних матчах, забив 1 гол.
У тому ж році дебютував в офіційних матчах у складі національної збірної Данії. Наразі провів у формі головної команди країни 2 матчі.
У 2018 році Піоне Сісто брав участь у чемпіонаті світу у Росії. На турнірі футболіст провів чотири матчі.

## Титули і досягнення
- Чемпіон Данії (1):

«Мідтьюлланн»: 2014-15
- Володар Кубка Данії (1):

«Мідтьюлланн»: 2021-22